# Херат
Херат је град у западном Авганистану. Трећи је град по броју становника у Авганистану. Има 249.000 становника по процени из 2002. Налази се у долини реке Харируд, која има ток од средишњег Авганистана до пустиње Каракум. Херат је традиционално познат по винарству. Већину становништва чине Таџици. Херат је антички град са многим старим зградама, које су разорене или оштећене током различитих ратова задњих 30 година. Градом доминира тврђава, саграђена у доба Александра Македонског. Херат се налазио на историјским трговачким путевима од Индије, Кине до Блиског истока и Европе. Путеви од Херата према Ирану и Туркменистану, Мазари Шарифу и Кандахару још увек су стратешки значајни.

## Историја
Херат је настао у античка времена. У доба Персијског царства Ахемединске династије припадао је провинцији Арија. Провинција се спомиње око 520. п. н. е. Александар Македонски је 330. п. н. е. заузео Артакоану, која је била главни град Арије. То је било старо име Херата. У доба Александра Македонског изграђена је тврђава и поново је подигнут град. Био је део Селеукидског царства, да би 167. п. н. е. постао део Партског царства. 
За време власти Сасанида (226—652) Херат је постајао све више стратешки значајан због ратова Сасанида са Хионитима и Хефталитима, тј Белим Хунима. Хефталити, тј. Бели Хуни су се настанили у северном Авганистану од краја 4. века и одатле су угрожавали Индију. Доласком Арапа у 7. веку Херат постаје добро познат. Био је део Абасидског халифата од 786. до 809., а касније долази под власта Тахаридске династије. Сафаридска династија је владала 867—869. Долази под власт Газнавида. Део Селџучког царства постао је 1040, а Гориди су га заузели 1175, па је постао део Хорезумског царства. Монголи под Џингис-каном заузимају га 1221. и разарају. Око 1381. поново га је разорио Тимур Ленк. Под Тимуровим сином град је обновљен и постао је значајан центар Тимуридског царства. Касних 1440их саграђен је велики Мусала комплекс гробова са много минарета. У Херату су касније Туркмени успоставили престолницу, 1506. Узбеци, а неколико година касније Херат постаје део Персијског царства. Од 1718. до 1863. било је много битака док није Херат постао део Авганистана. Ахмед шах Дурани је 1750. заузео Херат, који је постао део Авганистанског царства. Персијанци су више пута покушали освојити Херат као 1838. Заузели су Херат 1852. и 1856, али Британци су спречили припајање Херата Персији. Дост Мухамед Кан је заузео Херат 1863. Британци су за време Велике игре 1885. разорили велики део Мусала комплекса да би имали бољи видик против руске инвазије, до које није ни дошло.
Од 10. до 20. марта 1979. војска Исмаил Кана убила је након мучења 350 грађана Совјетског Савеза. Совјетска инвазија је започела крајем 1979. Град је био бомбардован. Било је великих разарања и хиљада мртвих. Након одласка совјетске војске Исмаил Кан је као вођа муџахедина постао гувернер Херата. Талибани су септембра 1995. преузели власт, а Исмаил Кан је побегао. Након америчке инвазије Авганистана 12. новембра 2001. Херат су заузели побуњеници и Исмаил Кан је поново постао гувернер. У Херату је 2004. убијен син Исмаил Кана и министар авијације Авганистана Мирваис Садек Кан.